# ۷۲۲ (خورشیدی)
۷۲۲ هفتصد و بیست و دومین سال هجری خورشیدی است.